# Rue François-Salières
Pour les articles homonymes, voir Salières.
La rue François-Salières est une voie de Nantes, en France.

## Situation et accès
Située dans le centre-ville de Nantes, la rue François-Salières, qui relie la rue Thurot à la rue de la Fosse, est pavée et fait partie d'un secteur piétonnier. Elle ne rencontre aucune autre voie.

## Origine du nom
Elle porte le nom de François Salières, fondateur du journal « Le Populaire », l'un des principaux quotidiens nantais d'avant-guerre,.

## Historique
En 1819, un propriétaire demande à mettre des bornes pour protéger sa maison contre les roues de voitures, la rue n’avait que 3,25 mètres de large.
Le 30 novembre 1936, le conseil municipal attribue à cette artère le nom de « rue François-Salières ». Avant cette date, la voie porte le nom de « rue Montaudouine » (à ne pas confondre avec l'actuelle rue Montaudouine), dénomination en rapport avec la famille Montaudouin, armateurs et négociants nantais.